# Калета, Марек
Марек Калета (эст. Marek Kaleta; род. 17 декабря 1961, Кунда, Ляэне-Вирумаа) — советский и эстонский легкоатлет, специалист по метанию копья. Выступал за сборные СССР и Эстонии по лёгкой атлетике во второй половине 1980-х — первой половине 1990-х годов, чемпион летней Универсиады в Загребе, победитель и призёр первенств всесоюзного значения, участник ряда крупных международных стартов.

## Биография
Марек Калета родился 17 декабря 1961 года в городе Кунда Эстонской ССР.
Занимался лёгкой атлетикой в Таллине, состоял в добровольном спортивном обществе «Труд».
Впервые заявил о себе на всесоюзном уровне в сезоне 1985 года, когда в метании копья выиграл бронзовую медаль на зимнем чемпионате СССР по метаниям в Адлере (82,50). Позже на соревнованиях в Алма-Ате установил личный рекорд с копьём старого образца — 86,24 метра.
В 1986 году одержал победу на чемпионате СССР в Киеве (82,00), стал шестым на Играх доброй воли в Москве (78,22) и девятым на чемпионате Европы в Штутгарте (77,16).
Будучи студентом, в 1987 году представлял Советский Союз на Универсиаде в Загребе, где с результатом 81,42 превзошёл всех соперников и завоевал золотую медаль. Также в этом сезоне принял участие в чемпионате мира в Риме — на предварительном квалификационном этапе показал результат 76,10 метра, чего оказалось недостаточно для выхода в финал.
В 1989 году получил серебро на чемпионате СССР в Горьком (80,50), уступив алматинцу Виктору Евсюкову всего 4 см.
В 1990 году выиграл серебряную медаль на чемпионате СССР в Киеве (82,92), став вторым позади Виктора Зайцева из Узбекистана. Помимо этого, занял четвёртое место на Играх доброй воли в Сиэтле (77,18), выступил на чемпионате Европы в Сплите (77,64).
После распада Советского Союза Калета ещё в течение некоторого времени оставался действующим спортсменом и продолжал принимать участие в крупнейших международных стартах в составе эстонской национальной сборной. Так, в 1993 году он выиграл эстонский национальный чемпионат, а в 1993 году представлял Эстонию на чемпионате мира в Штутгарте, но с результатом 74,80 в финал не вышел.
В 1994 году отметился выступлением на чемпионате Европы в Хельсинки (74,46).
В 1995 году вновь стал чемпионом Эстонии и на этом завершил спортивную карьеру.